# Кесарів розтин

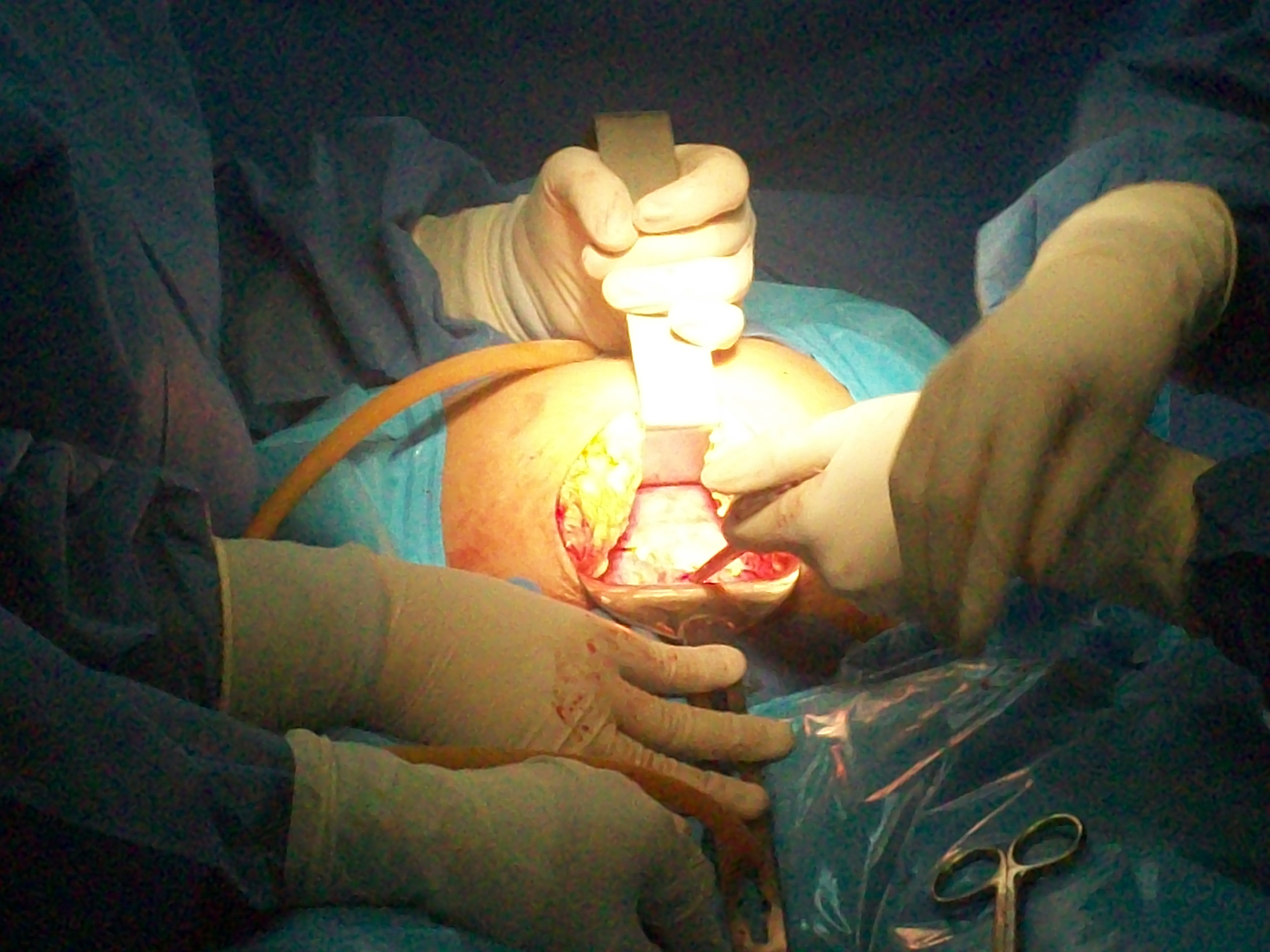
Проведення операції

Кесарів розтин (лат. sectio Caesarea) — розтин черевної порожнини та матки жінок і тварин, що здійснюється для вийняття плода під час неприродніх пологів
Згідно з визначенням міністерства охорони здоров'я України, кесарів розтин — метод оперативного розродження, при якому народження дитини відбувається через розріз передньої черевної стінки та матки.

## Назва
За римськими законами (Lex Regia, а пізніше і Lex Caesarean) 8 ст. до Р. Х., у випадку смерті жінки при пологах слід було вийняти з неї дитину. Припускають, що така практика почалася з релігійної вимоги не ховати мертву жінку вагітною. Легенда про те, що таким чином народився Юлій Цезар неправдива.

## Поширення операції в сучасних умовах
В Україні за останні 10 років частота кесарів розтинів зросла в 1,66 рази (з 57,8 до 95,8 на 1000 пологів). В цей же час в державах Західної Європи та США спостерігається різке зниження частоти кесаревого розтину з 20-27 % в 80-ті роки до 11-18 % в 1998-99 роках. Так, зниження кесаревого розтину в першу чергу пов'язують з природним розродженням жінок з рубцем на матці, понад 70 %.

## Класифікація
За часом виконання операції поділяють на:
1. Планові
2. Ургентні

За видом хірургічного доступу кесарів розтин буває:
1. Інтраперитонеальний
  - класичний
  - корпоральний
  - у нижньому матковому сегменті
2. Екстраперитонеальний
3. З тимчасовим обмеженням черевної порожнини

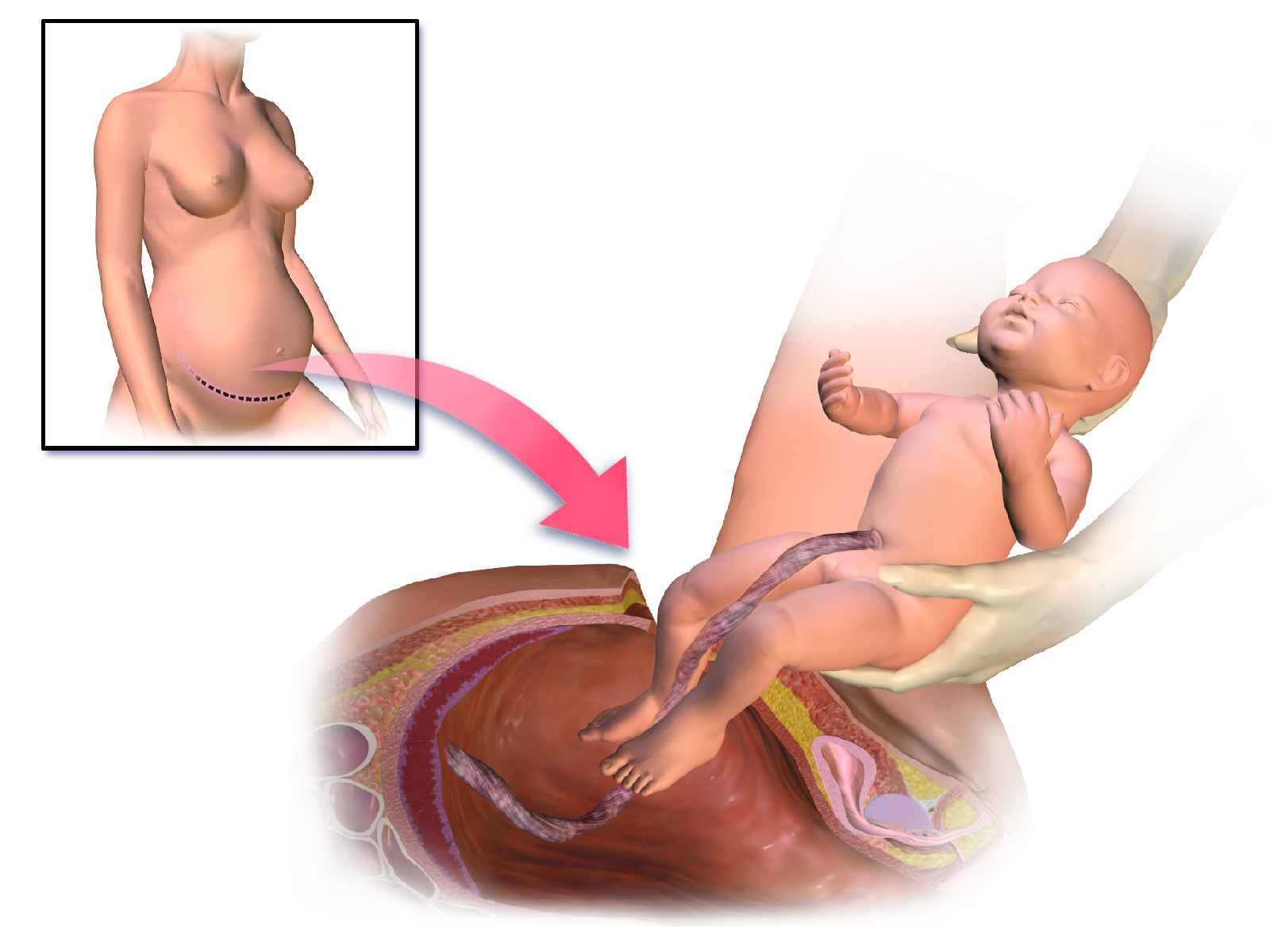
Ілюстрація із зображенням кесаревого розтину

## Показання
Чітке визначення показань та протипоказань необхідно передусім для збереження здоров'я дитини і її матері, а також, — власне, для безпеки самого лікаря, враховуючи, що будь-яке оперативне втручання — це завжди ризик.
Показання до планового кесарева розтину:
1. Передлежання плаценти, підтверджене при УЗД після 36 тиж (край плаценти менше ніж на 2 см від внутрішнього вічка) .
2. Рубець на матці за наявності протипоказань до ВП (вагінальних пологів):
  1. наявність будь-яких протипоказань для ВП;
  2. попередній корпоральний КР;
  3. попередній Т- та J-подібний розріз на матці;
  4. розрив матки в анамнезі;
  5. попередні реконструктивні операції на матці, резекція кута матки, гістеротомія, міомектомія з проникненням у порожнину матки в анамнезі, лапароскопічна міомектомія за відсутності ушивання матки сучасним шовним матеріалом;
  6. більше одного КР в анамнезі (серед жінок, які мають в анамнезі два КР, можуть бути відібрані як кандидати для спроби ВП після КР тільки ті, хто має в анамнезі хоча б одні ВП);
  7. відмова жінки від спроби ВП.
3. Тазове передлежання плода після невдалої спроби зовнішнього повороту плода в 36 тиж за наявності протипоказань до нього чи за наполяганням жінки.
4. Тазове передлежання або неправильне положення першого плода при багатоплідній вагітності.
5. Поперечне положення плода.
6. Моноамніотична двійня (найкращим методом розродження є операція КР у 32 тиж вагітності після проведення профілактики РДС) у ЗОЗ III рівня акредитації.
7. Синдром затримки росту одного з плодів при багатоплідній вагітності.
8. ВІЛ-інфіковані:
  1. жінки, які отримують антиретровірусну терапію трьома препаратами та мають вірусне навантаження понад 50 копій в 1 мл;
  2. пацієнтки, які отримують монотерапію зидовудином;
  3. ко-інфіковані жінки ВІЛ та вірусним гепатитом С.
  4. Операція має бути виконана на строках вагітності 38 тиж до початку пологової діяльності та/або розриву навколоплідних оболонок.
9. Первинний генітальний герпес за 6 тиж до пологів.
10. Екстрагенітальна патологія (після встановлення діагнозу профільним експертом):
  1. кардіологічна — артеріальна гіпертензія III стадії, коарктація аорти (без оперативної корекції вади), аневризма аорти чи іншої великої артерії, систолічна дисфункція лівого шлуночка з фракцією викиду < 40 %, констриктивний перикардит;
  2. офтальмологічна — геморагічна форма ретинопатії, перфоративна виразка рогівки, поранення очного яблука з проникненням, «свіжий» опік. Інша, окрім вищеперерахованих, патологія органу зору не є показанням до КР;
  3. пульмонологічна — захворювання легень, що зумовлюють загрозу пневмотораксу, легенева кровотеча менше ніж за 4 тиж до розродження;
  4. органів травлення — портальна гіпертензія з варикозним розширенням вен стравоходу та шлунка, спленомегалія, діафрагмальна кила;
  5. неврологічна — гіпертензійно-лікворний синдром, стан після геморагічного інсульту, артеріо-венозні мальформації мозку.
11. Пухлини органів малого таза або наслідки травми таза, що перешкоджають народженню дитини.
12. Рак шийки матки.
13. Стани після розриву промежини III ступеня або пластичних операцій на промежині.
14. Стани після хірургічного лікування сечостатевих і кишково-статевих нориць.
15. Гастрошизіс, діафрагмальна кила, spina bifida, тератома у плода, зрощення близнюків — за умови можливості надання оперативної допомоги новонародженому (за наявності рішення перинатального консиліуму або консультативного висновку профільного експерта).

Показання до ургентного кесарева розтину:
1. Кровотеча до пологів або в першому періоді пологів за відсутності умов для швидкого розродження природними пологовими шляхами.
2. Розрив матки (загроза або початок).
3. Тяжка прееклампсія або еклампсія за відсутності умов для екстреного розродження через природні пологові шляхи.
4. Дистрес плода, підтверджений об'єктивними методами обстеження (КТГ, рН передлежачої частини, фетальна пульсоксиметрія за наявності умов, доплерометрія), за відсутності умов для термінового розродження природними пологовими шляхами.
5. Випадіння пульсуючих петель пуповини.
6. Обструктивні пологи:
  1. асинклітичні вставлення голівки плода (задній асинклітизм);
  2. поперечне та косе положення плода при відходженні навколоплідних вод;
  3. розгинальні вставлення голівки плода (лобне, передній вид лицьового)
  4. клінічно вузький таз.
7. Аномалії пологової діяльності за даними партограми, що не піддаються медикаментозній корекції.
8. Невдала спроба індукції пологів.
9. Агональний стан або клінічна смерть вагітної при живому плоді.

## Консультування вагітної перед операцією кесарева розтину
Кесарів розтин — це хірургічна операція, під час якої лікар акушер-гінеколог вилучає дитину через розріз черевної стінки та матки. Частіше обидва розрізи поперечні. Якщо розглядається можливість нижньосерединного розрізу черевної стінки або класичного коронального на матці, жінку необхідно поінформувати про причини та додаткові ризики.
Жінку необхідно поінформувати про можливі види анестезії, вона повинна мати можливість зробити свідомий вибір. Анестезіолог має надати загальну інформацію про обраний метод, ризики, переваги та можливі ускладнення.
Перед операцією здійснюється катетеризація периферичної вени та сечового міхура, обробка антисептиками передньої черевної стінки.
Жінка має бути повідомлена про ризики, що пов'язані з операцією кесарева розтину.
У жінок з ожирінням, тяжкою соматичною патологією, з оперативними (абдомінальними) втручаннями в анамнезі ризик ускладнень збільшується.
Додаткова інформація:
- перебування у лікарні після операції триватиме на 2-3 доби більше, ніж після вагінальних пологів
- рання ініціація грудного вигодовування
- доцільно здійснювати контакт «шкіра до шкіри» батька та малюка

Результатом проведення консультування повинно бути підписання жінкою поінформованої згоди на медичне втручання.

## У культурі
- Макбету в однойменній трагедії В. Шекспіра прорекли, що йому не зможе завдати шкоди ніхто, «народжений жінкою». У фіналі Макбета вбиває Макдуф, що був «вирізаний з черева матері».
- Рустам, головний герой перського епосу і поеми «Шах-наме», теж був народжений за допомогою кесарева розтину.